# Egidius Verbruggen
Egidius Verbruggen (Geel, 29 mei 1818 - aldaar, 25 november 1874) was een Belgisch notaris en politicus voor de Liberale Partij.

## Levensloop
Verbruggen was notaris van beroep. Daarnaast was hij politiek actief. In 1872 wonnen de liberalen onder zijn aanvoeren de verkiezingen en volgde hij Jacques Moortgat op als burgemeester van Geel, een functie die hij uitoefende tot aan zijn dood. Hij werd in deze hoedanigheid opgevolgd door Jacques Moortgat.